# Pan-Amerikaans kampioenschap korfbal 2014
Het Pan-Amerikaanse kampioenschap korfbal 2014 was de 1e editie van het Pan-Amerikaans kampioenschap korfbal.
Deze editie werd van 31 januari 2014 tot en met 2 februari 2014 in Brazilië gehouden. 
Alle wedstrijden werden gespeeld in de stad Americana (São Paulo). 
De winnaar van het toernooi plaatste zich automatisch voor het WK van 2015.

## Deelnemers
- Brazilië (gastland)
- Colombia
- Mexico
- Argentinië *

- = Voor aanvang van het toernooi meldde Argentinië zich af, vanwege moeilijke econimische omstandigheden. De competitiecommissie van het toernooi besloot om de planning van vier teams intact te houden; zo kwam er een tweede team uit Brazilië ter vervanging van Argentinië. Die wedstrijden werden niet opgenomen in de uitslagen

## Wedstrijden
|                 |          |        |        |                                            |
| 31 januari 2014 | Brazilië | 40 - 7 | Mexico | São Paulo Scheidsrechter: Jordi Diaz (ESP) |
| 31 januari 2014 |          |        |        | São Paulo Scheidsrechter: Jordi Diaz (ESP) |

|                 |          |         |          |                                                  |
| 1 februari 2014 | Colombia | 13 - 14 | Brazilië | São Paulo Scheidsrechter: Jan Henk Hoeksma (NED) |
| 1 februari 2014 |          |         |          | São Paulo Scheidsrechter: Jan Henk Hoeksma (NED) |

|                 |        |        |          |                                            |
| 1 februari 2014 | Mexico | 9 - 25 | Colombia | São Paulo Scheidsrechter: Jordi Diaz (ESP) |
| 1 februari 2014 |        |        |          | São Paulo Scheidsrechter: Jordi Diaz (ESP) |

### Finale
|                 |          |         |          |                                            |
| 2 februari 2014 | Brazilië | 20 - 10 | Colombia | São Paulo Scheidsrechter: Jordi Diaz (ESP) |
| 2 februari 2014 |          |         |          | São Paulo Scheidsrechter: Jordi Diaz (ESP) |

## Eindstand van het toernooi
| Plaats op ranglijst | Team     |
| ------------------- | -------- |
| Goud                | Brazilië |
| Zilver              | Colombia |
| Brons               | Mexico   |

| Pan-Amerikaanse Kampioenschap Korfbal 2014 |
| ------------------------------------------ |
| Brazilië Eerste titel                      |